# AFC Cup 2011
De AFC Cup 2011  was de achtste editie van dit voetbalbekertoernooi voor clubteams dat door de Asian Football Confederation (AFC) wordt georganiseerd.
Titelhouder was de Syrische club Al-Ittihad Aleppo dat, via uitschakeling in de voorronde van de AFC Champions League 2011, hun titel dit jaar verdedigde. Het toernooi werd voor het eerst door een Oezbeekse club gewonnen. Nasaf Qarshi versloeg in de finale Kuwait SC met 2-1.

## Deelname
Aan het toernooi namen 32 clubs deel, inclusief de vier uitgeschakelde clubs in de voorronde van de AFC Champions League 2011.
- 4 clubs via AFC CL: Al-Ittihad Aleppo, Dempo Sports Club, Muangthong United en Sriwijaya FC
- 3 clubs uit:  Irak,  Koeweit
- 2 clubs uit:  Hongkong,  Jemen,  Jordanië,  Libanon,  Malediven,  Oman,  Oezbekistan*,  Syrië,  Vietnam
- 1 club uit:  Indonesië,  India,  Singapore,  Thailand

* De 2e deelnemer van Oezbekistan kwam in de plaats van Al-Ahli Club uit Bahrein.

## Wedstrijden

### Groepsfase
De loting voor de groepsfase vond plaats op 7 december 2010 in Kuala Lumpur, Maleisië.
Speeldata
1e wedstrijd: 1 en 2 maart
2e wedstrijd: 15 en 16 maart
3e wedstrijd: 12, 13 en 15 april
4e wedstrijd: 26 en 27 april
5e wedstrijd: 3 en 4 mei
6e wedstrijd: 10 en 11 mei
Eindklassering in de groepen kwam bij gelijk puntentotaal op basis van onderlinge resultaten tot stand.

#### Groep A
| # | Club              | AW | W | G | V | PTN | V-T  |
| - | ----------------- | -- | - | - | - | --- | ---- |
| 1 | Nasaf Qarshi      | 6  | 6 | 0 | 0 | 18  | 30-4 |
| 2 | Dempo Sports Club | 6  | 2 | 1 | 3 | 7   | 6-19 |
| 3 | Al-Ansar Beiroet  | 6  | 2 | 0 | 4 | 6   | 8-12 |
| 4 | Al-Tilal          | 6  | 1 | 1 | 4 | 4   | 9-18 |

| Club              | ANS | DEM | NAS | TIL |
| ----------------- | --- | --- | --- | --- |
| Al-Ansar          |     | 2-0 | 1-4 | 0-2 |
| Dempo Sports Club | 2-1 |     | 3-0 | 4-0 |
| Nasaf Qarshi      | 3-0 | 9-0 |     | 7-1 |
| Al-Tilal          | 1-4 | 2-2 | 2-3 |     |

#### Groep B
| # | Club              | AW | W | G | V | PTN | V-T  |
| - | ----------------- | -- | - | - | - | --- | ---- |
| 1 | Qadsia SC         | 6  | 4 | 2 | 0 | 14  | 15-5 |
| 2 | Shurtan Guzar     | 6  | 2 | 3 | 1 | 9   | 10-8 |
| 3 | Al-Ittihad Aleppo | 6  | 2 | 2 | 2 | 8   | 7-7  |
| 4 | Al-Saqr Ta’izz    | 6  | 0 | 5 | 1 | 5   | 5-17 |

| Club              | ITT | QAD | SAQ | SHU |
| ----------------- | --- | --- | --- | --- |
| Al-Ittihad Aleppo |     | 0-2 | 2-2 | 0-0 |
| Qadsia SC         | 3-2 |     | 3-0 | 4-0 |
| Al-Saqr Ta’izz    | 1-2 | 2-2 |     | 0-1 |
| Shurtan Guzar     | 1-1 | 1-1 | 7-2 |     |

#### Groep C
| # | Club              | AW | W | G | V | PTN | V-T  |
| - | ----------------- | -- | - | - | - | --- | ---- |
| 1 | Duhok FC          | 6  | 3 | 2 | 1 | 11  | 6-3  |
| 2 | Al-Faisaly        | 6  | 3 | 2 | 1 | 11  | 8-6  |
| 3 | Al-Jaish Damascus | 6  | 3 | 2 | 1 | 11  | 8-4  |
| 4 | Al-Nasr           | 6  | 0 | 0 | 6 | 0   | 2-11 |

| Club              | DUH | FAI | JAI | NAS |
| ----------------- | --- | --- | --- | --- |
| Duhok FC          |     | 4-2 | 0-1 | 1-0 |
| Al-Faisaly        | 0-0 |     | 2-0 | 2-1 |
| Al-Jaish Damascus | 0-0 | 1-1 |     | 2-1 |
| Al-Nasr           | 0-1 | 0-1 | 0-4 |     |

#### Groep D
| # | Club            | AW | W | G | V | PTN | V-T  |
| - | --------------- | -- | - | - | - | --- | ---- |
| 1 | Al-Wihdat Amman | 6  | 4 | 2 | 0 | 14  | 11-3 |
| 2 | Kuwait SC       | 6  | 3 | 1 | 2 | 10  | 7-6  |
| 3 | Al-Talaba       | 6  | 1 | 2 | 3 | 5   | 4-6  |
| 4 | Al-Suwaiq       | 6  | 0 | 3 | 3 | 3   | 5-12 |

| Club            | KUW | SUW | TAL | WIH |
| --------------- | --- | --- | --- | --- |
| Kuwait SC       |     | 0-0 | 1-0 | 1-3 |
| Al-Suwaiq       | 1-3 |     | 1-2 | 1-1 |
| Al-Talaba       | 1-2 | 1-1 |     | 0-1 |
| Al-Wihdat Amman | 1-0 | 5-1 | 0-0 |     |

#### Groep E
| # | Club         | AW | W | G | V | PTN | V-T   |
| - | ------------ | -- | - | - | - | --- | ----- |
| 1 | Arbil FC     | 6  | 4 | 2 | 0 | 14  | 17-4  |
| 2 | Al-Ahed      | 6  | 2 | 0 | 4 | 6   | 11-13 |
| 3 | Al-Oruba Sur | 6  | 1 | 3 | 2 | 6   | 4-10  |
| 4 | Al-Karamah   | 6  | 1 | 3 | 2 | 6   | 8-13  |

| Club         | AHE | ARB | KAR | ORU |
| ------------ | --- | --- | --- | --- |
| Al-Ahed      |     | 1-2 | 4-1 | 2-0 |
| Arbil FC     | 1-2 |     | 1-1 | 0-0 |
| Al-Karamah   | 3-2 | 0-3 |     | 2-2 |
| Al-Oruba Sur | 1-0 | 0-5 | 1-1 |     |

#### Groep F
| # | Club             | AW | W | G | V | PTN | V-T   |
| - | ---------------- | -- | - | - | - | --- | ----- |
| 1 | Sang Nam Nghe An | 6  | 4 | 0 | 2 | 12  | 16-10 |
| 2 | Sriwijaya FC     | 6  | 3 | 1 | 2 | 10  | 9-11  |
| 3 | TSW Pegasus      | 6  | 3 | 0 | 3 | 9   | 15-12 |
| 4 | VB Sports Club   | 6  | 1 | 1 | 4 | 4   | 9-16  |

| Club             | PEG | SAN | SRI | VBS |
| ---------------- | --- | --- | --- | --- |
| TSW Pegasus      |     | 2-3 | 1-2 | 3-0 |
| Sang Nam Nghe An | 1-2 |     | 4-0 | 4-2 |
| Sriwijaya FC     | 3-2 | 3-1 |     | 1-1 |
| VB Sports Club   | 3-5 | 1-3 | 2-0 |     |

#### Groep G
| # | Club              | AW | W | G | V | PTN | V-T  |
| - | ----------------- | -- | - | - | - | --- | ---- |
| 1 | Muangthong United | 6  | 4 | 2 | 0 | 14  | 14-1 |
| 2 | Tampines Rovers   | 6  | 3 | 2 | 1 | 11  | 12-8 |
| 3 | Hanoi T&T         | 6  | 2 | 2 | 2 | 8   | 5-8  |
| 4 | Victory SC        | 6  | 0 | 0 | 6 | 0   | 1-15 |

| Club              | HAN | MUA | TAM | VIC |
| ----------------- | --- | --- | --- | --- |
| Hanoi T&T         |     | 0-0 | 1-1 | 2-0 |
| Muangthong United | 4-4 |     | 4-0 | 1-0 |
| Tampines Rovers   | 3-1 | 1-1 |     | 4-0 |
| Victory SC        | 0-1 | 0-4 | 1-3 |     |

#### Groep H
| # | Club                        | AW | W | G | V | PTN | V-T  |
| - | --------------------------- | -- | - | - | - | --- | ---- |
| 1 | Chonburi FC                 | 6  | 4 | 1 | 1 | 13  | 18-8 |
| 2 | Persipura Jayapura          | 6  | 3 | 2 | 1 | 11  | 14-9 |
| 3 | South China AA              | 6  | 1 | 2 | 3 | 5   | 7-14 |
| 4 | Kingfisher East Bengal Club | 6  | 0 | 3 | 3 | 3   | 9-17 |

| Club                        | CHO | KIN | PER | SOU |
| --------------------------- | --- | --- | --- | --- |
| Chonburi FC                 |     | 4-0 | 4-1 | 3-0 |
| Kingfisher East Bengal Club | 4-4 |     | 1-1 | 3-3 |
| Persipura Jayapura          | 3-0 | 4-1 |     | 4-2 |
| South China AA              | 0-3 | 1-0 | 1-1 |     |

### Achtste finale
De groepswinnaars kregen het thuisrecht toebedeeld. De wedstrijden werden op 24 en 25 mei gespeeld.
| Team 1            | Uitslag      | Team 2             |
| ----------------- | ------------ | ------------------ |
| Arbil FC          | 1-0 nv       | Tampines Rovers    |
| Duhok FC          | 1-0          | Dempo Sports Club  |
| Al-Wihdat Amman   | 2-1          | Shurtan Guzar      |
| Nasaf Qarshi      | 2-1          | Al-Faisaly         |
| Chonburi FC       | 3-0          | Sriwijaya FC       |
| Muangthong United | 4-0          | Al-Ahed            |
| Sang Nam Nghe An  | 1-3          | Persipura Jayapura |
| Qadsia SC         | 2-2 ns (2-3) | Kuwait SC          |

### Kwartfinale
De loting voor de kwartfinale vond plaats op 7 juni 2011 in Kuala Lumpur, Maleisië. De twee clubs uit Irak en Thailand konden niet tegen elkaar worden geloot. De heenwedstrijden werden op 13 september gespeeld, de terugwedstrijden op 27 en 28 september (Duhok - Whidat).
| Team 1             | Uitslagen         | Team 2            |
| ------------------ | ----------------- | ----------------- |
| Al-Wihdat Amman    | 5-1, 3-0          | Duhok FC          |
| Kuwait SC          | 1-0, 0-0          | Muangthong United |
| Persipura Jayapura | 1-2, 0-1          | Arbil FC          |
| Chonburi FC        | 0-1, 1-0 ns (3-4) | Nasaf Qarshi      |

### Halve finale
De loting voor de halve finale vond ook plaats op 7 juni 2011 in Kuala Lumpur, Maleisië. De heenwedstrijden werden op 4 oktober gespeeld, de terugwedstrijden op 18 oktober.
| Team 1       | Uitslagen | Team 2          |
| ------------ | --------- | --------------- |
| Nasaf Qarshi | 1-0, 1-1  | Al-Wihdat Amman |
| Arbil FC     | 0-2, 3-3  | Kuwait SC       |

### Finale
|                               |                                 |         |           |                                                                                  |
| 29 oktober 2011 19.00 (UTC+3) | Nasaf Qarshi                    | 2-1     | Kuwait SC | Qarshi Central Stadium, Qarshi Toeschouwers: 15.753 Scheidsrechter: Kim Dong Jin |
| 29 oktober 2011 19.00 (UTC+3) | Shomurodov 62' Perepļotkins 65' | Verslag | Kabi 68'  | Qarshi Central Stadium, Qarshi Toeschouwers: 15.753 Scheidsrechter: Kim Dong Jin |

2004 · 
2005 · 
2006 · 
2007 · 
2008 · 
2009 ·
2010 ·
2011 ·
2012 ·
2013 ·
2014 ·
2015 ·
2016 ·
2017 ·
2018 ·
2019 ·
2020 ·
2021 ·
2022
Clubcompetities: AFC Champions League Elite · AFC Champions League Two · AFC Challenge League

Landencompetities: Aziatisch kampioenschap mannen · Aziatisch kampioenschap vrouwen

Voormalige competities: AFC Challenge Cup · AFC President's Cup · Aziatische supercup · AFC/OFC Cup Challenge · Aziatische beker voor bekerwinnaars · AFC Cup